# Charles Knie
Charles Knie (* 1947) ist ein Fachmann für die Dressur von exotischen Tieren und der Gründer des deutschen Zirkus Charles Knie.

## Leben
Er wurde als Sohn von Eliane Knie (1915–2000) und Ehemann Jacky Lupescu (1919–2012) 1947 in die „Circus-Dynastie Knie“, zu der auch der Schweizer National-Zirkus Circus Knie gehört, geboren.
Nach seiner Ausbildung zum Bereiter im Schweizer National-Zirkus Circus Knie arbeitete er ab 1977 im Circus Barum als Dresseur für Pferde und Exoten. Hier dressierte er unter anderem den Breitmaulnashornbullen Tsavo, Flusspferddame Katharina-Karla, Känguru Skippy, Emu Sidney, die Bisons Sioux und Apache, die Zebraherde und die Araberhengste.
Es folgten Engagements im italienischen Circus Moira Orfei und im australischen Silver Circus der Familie Gasser, bevor er von 1991 bis 1994 als Tierlehrer beim deutschen Circus Fliegenpilz war.
Im Jahr 1995 gründete er dann schließlich mit seiner zweiten Frau Dorina Knie (* 1956), geborene Fornaciari, den deutschen Circus Charles Knie. Hier wurden die Tierdarbietungen ausschließlich von Charles, seiner Frau und ihren Kindern Clinton (* 1983) und Deborah-Katharina (* 1993) ausgeführt. Zu sehen war er hier unter anderem mit dem aus dem Zoo Dortmund stammenden Tapir Norbert, der zum Maskottchen des Zirkus Charles Knie wurde, sowie ab 2002 mit den Seelöwen Manta und Stephanie, die er aus dem Zoo Krefeld erhielt.
Im Jahr 2006 wurde der Zirkus verkauft und Charles Knie zog mit seiner Familie nach Australien, um dort einen Tierpark aufzubauen. Unter dem Namen Parrot Garden and Cafe führten sie den Betrieb bis Ende 2013.